# Alfabeto cirílico rumano
El alfabeto cirílico rumano es el alfabeto cirílico que se usó para escribir el idioma rumano antes de la década de 1860, cuando fue reemplazado oficialmente por un alfabeto rumano de base latina. El alfabeto cirílico rumano se basó en el alfabeto búlgaro. El alfabeto cirílico permaneció en uso ocasional hasta la década de 1920, principalmente en Besarabia.
Desde la década de 1830 hasta la plena adopción del alfabeto latino, se estableció un llamado alfabeto de transición, que combina letras cirílicas y latinas, e incluye algunas de las letras latinas con signos diacríticos que permanecen en el alfabeto rumano moderno. La Iglesia Ortodoxa Rumana continuó usando el alfabeto en sus publicaciones hasta 1881.
El alfabeto cirílico rumano no es el mismo que el alfabeto cirílico moldavo (que se basa en el alfabeto ruso) utilizado en la RSS de Moldavia durante la mayor parte de la era soviética y empleado hasta la actualidad en Transnistria.

## Tabla de correspondencia
El alfabeto cirílico rumano estaba cerca de la versión contemporánea del alfabeto cirílico arcaico del antiguo eslavo eclesiástico. 
| Letra      | Valor numérico | Equivalente rumano latino | Alfabeto de transición | Equivalente cirílico moldavo | Fonema                 | Nombre rumano | Nombre equivalente en el antiguo eslavo eclesiástico |
| ---------- | -------------- | ------------------------- | ---------------------- | ---------------------------- | ---------------------- | ------------- | ---------------------------------------------------- |
| А а        | 1              | a                         | A a                    | а                            | /a/                    | az            | азъ (azŭ)                                            |
| Б б        |                | b                         | Б б                    | б                            | /b/                    | buche         | бꙋкꙑ (buky)                                          |
| В в        | 2              | v                         | В в                    | в                            | /v/                    | vede          | вѣдѣ (vĕdĕ)                                          |
| Г г        | 3              | g, gh                     | G g                    | г                            | /ɡ/                    | glagol        | глаголи (glagoli)                                    |
| Д д        | 4              | d                         | D d                    | д                            | /d/                    | dobru         | добро (dobro)                                        |
| Є є, Е e   | 5              | e                         | E e                    | е                            | /e/                    | est           | єстъ (estŭ)                                          |
| Ж ж        |                | j                         | Ж ж                    | ж                            | /ʒ/                    | juvete        | живѣтє (živěte)                                      |
| Ѕ ѕ        | 6              | dz                        | Ḑ ḑ                    | дз                           | /d͡z/                   | zalu          | ꙃѣло (dzělo)                                         |
| З з        | 7              | z                         | Z z                    | з                            | /z/                    | zemle         | зємл҄ꙗ (zemlja)                                       |
| И и        | 8              | i                         | I i                    | и                            | /i/                    | ije           | ижє (iže)                                            |
| Й й        |                | i                         | Ĭ ĭ                    | й                            | /j/, /ʲ/               | ije           | ижє (iže)                                            |
| І і        | 10             | i                         | I i                    | и                            | /i/                    | i             | и (i)                                                |
| К к        | 20             | c, ch                     | К к o K k              | к                            | /k/                    | kaku          | како (kako)                                          |
| Л л        | 30             | l                         | Л л                    | л                            | /l/                    | liude         | людиѥ (ljudije)                                      |
| М м        | 40             | m                         | M m                    | м                            | /m/                    | mislete       | мꙑслитє (myslite)                                    |
| Н н        | 50             | n                         | N n                    | н                            | /n/                    | naș           | нашь (našĭ)                                          |
| Ѻ Ѻ, О o   | 70             | o                         | O o                    | о                            | /o̯/                    | on            | онъ (onŭ)                                            |
| П п        | 80             | p                         | П п                    | п                            | /p/                    | pocoi         | покои (pokoi)                                        |
| Р р        | 100            | r                         | Р р                    | р                            | /r/                    | râță          | рьци (rĭci)                                          |
| С с        | 200            | s                         | S s                    | с                            | /s/                    | slovă         | слово (slovo)                                        |
| Т т        | 300            | t                         | T t                    | т                            | /t/                    | tferdu        | тврьдо (tvrĭdo)                                      |
| Ѹ ѹ, ОУ оу | 400            | u                         | Ꙋ ꙋ (Ȣ, ȣ, ɣ)          | у                            | /u/                    | upsilon       | ꙋкъ (ukŭ)                                            |
| Ѹ Ȣ, У Ȣ   |                | u                         | Ꙋ ꙋ (Ȣ, ȣ, ɣ)          | у                            | /u/                    | ucu           | ꙋкъ (ukŭ)                                            |
| Ф ф        | 500            | f                         | F f                    | ф                            | /f/                    | fârta         | фрьтъ (frĭtŭ)                                        |
| Х х        | 600            | h                         | Х х                    | х                            | /h/                    | heru          | хѣръ (xěrŭ)                                          |
| Ѡ ѡ        | 800            | o                         | O o                    | о                            | /o/                    | omega         | отъ (otŭ)                                            |
| Щ щ        |                | șt                        | Щ щ                    | шт                           | /ʃt/                   | ștea          | ща (šta)                                             |
| Ц ц        | 900            | ț                         | Ц ц                    | ц                            | /t͡s/                   | ți            | ци                                                   |
| Ч ч        | 90             | c (ante e, i)             | Ч ч                    | ч                            | /t͡ʃ/                   | cervu         | чрьвь (črĭvĭ)                                        |
| Ш ш        |                | ș                         | Ш ш                    | ш                            | /ʃ/                    | șa            | ша (ša)                                              |
| Ъ ъ        |                | ă, ŭ                      | Ъ ъ                    | э                            | /ə/                    | ier           | ѥръ (jerŭ)                                           |
| Ы ы, Ꙑ ꙑ   |                | â, î, ĭ, ŭ                | Î î                    | ы                            | /ɨ/                    | ieri          | ѥрꙑ (jery)                                           |
| Ь ь        |                | ă, ŭ, ĭ                   | Ꙋ̆ ꙋ̆                    | ь                            | —                      |               | ѥрь (jerĭ)                                           |
| Ѣ ѣ        |                | ea                        | Ea ea                  | я                            | /e̯a/                   | eati(u)       | ѣть (ětĭ)                                            |
| Ю ю        |                | iu                        | Ĭꙋ ĭꙋ                  | ю                            | /ju/                   | Io / iu       | ю (ju)                                               |
| Ꙗ ꙗ, IA    |                | ia                        | Ĭa ĭa                  | иа                           | /ja/                   | ia            | ꙗ (ja)                                               |
| Ѥ ѥ, IE    |                | ie                        | Ĭe ĭe                  | ие                           | /je/                   |               | ѥ (je)                                               |
| Ѧ ѧ        |                | ĭa, ea                    | Ĭa ĭa, Ea ea           | я                            | /ja/                   | ia            | ѧсъ (ęsŭ)                                            |
| Ѫ ѫ        |                | î                         | Î î                    | ы                            | /ɨ/                    |               | ѫсъ (ǫsŭ)                                            |
| Ѯ ѯ        | 60             | x                         | Ks ks                  | кс                           | /ks/                   | csi           | ѯи (ksi)                                             |
| Ѱ ѱ        | 700            | ps                        | Пs пs                  | пс                           | /ps/                   | psi           | ѱи (psi)                                             |
| Ѳ ѳ        | 9              | th, ft                    | T t, Ft ft             | т, фт                        | /t/ y aprox. /θ/ o /f/ | thita         | фита (fita)                                          |
| Ѵ ѵ        | 400            | i, u                      | I i; Ꙋ ꙋ               | и, у                         | /i/, /y/, /v/          |               | ижица (ižica)                                        |
| Ꙟ ꙟ, ↑ ↑   |                | în îm                     | În în Îm îm            | ын, ым                       | /ɨn/, /ɨm/             | în            |                                                      |
| Џ џ        |                | g (ante e, i)             | Џ џ                    | ӂ                            | /d͡ʒ/                   | gea           |                                                      |

## Alfabetos de transición no regulados
Comenzando con la década de 1830 y terminando con la adopción oficial del alfabeto latino, no había regulaciones para escribir el rumano, y se usaron varios alfabetos que usaban letras cirílicas y latinas, además de la versión de transición intermedia en la tabla anterior, a veces dos o más de ellos en un solo libro. La siguiente tabla muestra algunos de los muchos alfabetos utilizados en la impresión. 
|          | 1838                               | 1846 (1), 1848                     | 1846 (2)            | 1858                                   | 1860             |             |
| -------- | ---------------------------------- | ---------------------------------- | ------------------- | -------------------------------------- | ---------------- | ----------- |
| А а      | А а                                | А а                                | А а                 | А а                                    | A a              | A a         |
| Б б      | Б б                                | Б б                                | Б б                 | Б б                                    | B b              | Б б         |
| В в      | В в                                | В в                                | В в                 | В в                                    | V v              | В в         |
| Г г      | Г г                                | Г г                                | Г г                 | Г г                                    | G g              | Г г         |
| Д д      | Д д                                | Д д                                | D d                 | Д д                                    | D d              | D d         |
| Є є, Е e | Є є                                | Є є                                | E e                 | Ε ε                                    | E e              | E e         |
| Ж ж      | Ж ж                                | Ж ж                                | Ж ж                 | Ж ж                                    | J j              | Ж ж         |
| Ѕ ѕ      | Ѕ ѕ                                | Дз дз                              | Ḑ ḑ                 | Дз дз                                  | Dz dz            | Dz dz       |
| З з      | З з                                | З з                                | Z z                 | З з                                    | Z z              | Z z         |
| И и      | И и                                | I i                                | I i                 | І і                                    | I i              | I i         |
| І і      | Ї ї                                | I i                                | I i                 | І і                                    | I i              | I i         |
| К к      | К к                                | К к                                | K k                 | К к                                    | K k              | K k         |
| Л л      | Л л                                | Л л                                | Л л                 | Л л                                    | L l              | L l         |
| М м      | М м                                | М м                                | M m                 | М м                                    | M m              | M m         |
| Н н      | Н н                                | Н н                                | N n                 | Ⲛ ⲛ                                    | N n              | N n         |
| Ѻ Ѻ, О o | О о                                | О о                                | O o                 | О о                                    | О о              | O о         |
| П п      | П п                                | П п                                | П п                 | П п                                    | П п              | П п         |
| Р р      | Р р                                | Р р                                | Р р                 | Р р                                    | R r              | Р р         |
| С с      | С с                                | С с                                | S s                 | С с                                    | S s              | S s         |
| Т т      | Т т                                | Т т                                | T t                 | Т т                                    | T t              | T t         |
| Ѹ ѹ      | У у (inicial) Ꙋ ꙋ (medial y final) | Ꙋ ꙋ                                | Ꙋ ꙋ                 | Ꙋ ꙋ                                    | Ꙋ ꙋ              | Ꙋ ꙋ         |
| Ꙋ, ȣ     | У у (inicial) Ꙋ ꙋ (medial y final) | Ꙋ ꙋ                                | Ꙋ ꙋ                 | Ꙋ ꙋ                                    | Ꙋ ꙋ              | Ꙋ ꙋ         |
| Ф ф      | Ф ф                                | Ф ф                                | Ф ф                 | Ф ф                                    | F f              | Ф ф         |
| Х х      | Х х                                | Х х                                | Х х                 | Х х                                    | Х х              | Х х         |
| Ѡ ѡ      | Ѡ ѡ                                | О о                                | O o                 | О о                                    | О о              | О о         |
| Щ щ      | Щ щ                                | Щ щ                                | Щ щ                 | Шт шт                                  | Шt шt            | Шt шt       |
| Ц ц      | Ц ц                                | Ц ц                                | Ц ц                 | Ц ц                                    | Ц ц              | Ц ц         |
| Ч ч      | Ч ч                                | Ч ч                                | Ч ч                 | Ч ч                                    | Ч ч              | Ч ч         |
| Ш ш      | Ш ш                                | Ш ш                                | Ш ш                 | Ш ш                                    | Ш ш              | Ш ш         |
| Ъ ъ      | Ъ ъ                                | Ъ ъ                                | Ъ ъ                 | Ъ ъ                                    | Ъ ъ              | Ъ ъ         |
| Ы ы      | Ꙟ ꙟ (inicial) Ѫ ѫ (medial y final) | Ꙟ ꙟ (inicial) Ѫ ѫ (medial y final) | Ꙟ ꙟ                 | Ꙟ ꙟ                                    | Î î              | Î î         |
| Ѣ ѣ      | Ѣ ѣ                                | Ѣ ѣ                                | Ea ea               | Εа εа (ligadura, solo en minúscula)    | Ea ea            | Ea ea       |
| Ю ю      | Ю ю                                | IꙊ iꙋ (ligadura)                   | IꙊ Iꙋ iꙋ (ligadura) | IꙊ Iꙋ іꙋ (ligadura, solo en minúscula) | IꙊ iꙋ (ligadura) | Ĭꙋ ĭꙋ       |
| Ꙗ ꙗ      | Ꙗ ꙗ (inicial) Ѧ ѧ (medial y final) | Ꙗ ꙗ                                | Ꙗ Iа (ligadura) ꙗ   | IА Iа ꙗ                                | Ĭa ĭa            | Ĭa ĭa       |
| Ѥ ѥ      | Йє йє                              | Ĭe ĭe                              | Ĭe ĭe               | Ĭε ĭε                                  | Ĭe ĭe            | Ĭe ĭe       |
| Ѧ ѧ      | Ꙗ ꙗ (inicial) Ѧ ѧ (medial y final) | Ꙗ ꙗ                                | Ꙗ Iа (ligadura) ꙗ   | IА Iа ꙗ                                | Ĭa ĭa            | Ĭa ĭa       |
| Ѫ ѫ      | Ꙟ ꙟ (inicial) Ѫ ѫ (medial y final) | Ꙟ ꙟ (inicial) Ѫ ѫ (medial y final) | Ꙟ ꙟ                 | Ꙟ ꙟ                                    | Î î              | Î î         |
| Ѯ ѯ      | Кс кс                              | Кс кс                              | Ks ks               | Кс кс                                  | Ks ks            | Ks ks       |
| Ѱ ѱ      | Пс пс                              | Пс пс                              | Пs пs               | Пс пс                                  | Пs пs            | Пs пs       |
| Ѳ ѳ      | Т т                                | Т т                                | T t                 | Ѳ ѳ                                    | T t              | T t         |
| Ѵ ѵ      | И, Ꙋ                               | I, Ꙋ                               | I, Ꙋ                | І, Ꙋ                                   | I, Ꙋ             | I, Ꙋ        |
| Ꙟ ꙟ      | Ꙟн ꙟн Ꙟм ꙟм                        | Ꙟн ꙟн Ꙟм ꙟм                        | Ꙟн ꙟн Ꙟм ꙟм         | Ꙟⲛ ꙟⲛ Ꙟм ꙟм                            | În în Îm îm      | În în Îm îm |
| Џ џ      | Џ џ                                | Џ џ                                | Џ џ                 | Џ џ                                    | Џ џ              | Џ џ         |

## Un ejemplo de texto cirílico rumano
Según un documento de la década de 1850, así es como se veía el padrenuestro en rumano en alfabeto cirílico. Los valores transcripcionales corresponden a la tabla anterior. 
| Тáтъʌь нѡ́стрꙋ | Tatăl nostru |
| --- | --- |
| Та́тъль но́стрꙋ ка́реле є҆́щй ꙟ҆ че́рюрй: сфн҃цѣ́скъсе нꙋ́меле тъ́ꙋ: Ві́е ꙟ҆пъръці́ѧ та̀: Фі́е во́ѧ та̀, пре кꙋ́мь ꙟ҆ че́рю, шѝ пре пъмѫ́нть. Пѫ́йнѣ ноа́стръ, чѣ̀ де то́ате зи́леле, дъ́неѡ но́аѡ а҆́стъзй. Шѝ не ꙗ҆́ртъ но́аѡ даторі́йле ноа́стре, пре кꙋ́мь шѝ но́й є҆ртъ́мь дато́рничилѡрь но́щрй. Шѝ нꙋ́ не дꙋ́че пе но́й ꙟ҆ и҆спи́тъ. Чѝ не и҆збъвѣще де че́ль ръ́ꙋ. Къ а҆та̀ ꙗ҆́сте ꙟ҆пъръці́ѧ, шѝ Пꙋтѣ́рѣ, шѝ мъри́рѣ ꙟ҆ вѣ́чй, а҆ми́нь. | Tatăl nostru, carele ești în ceriuri, sfințeascăse numele tău: Vie împărăția ta: Fie voia ta, pre cumi în ceriu, și pre pământi. Pâinea noastră, cea de toate zilele, dăneo noua astăzi. Și ne iartă noua datoriile noastre, pre cumi și noi iertămi datornicilori noștri. Și nu ne duce pe noi în ispită. Ci ne izbăveaște de celi rău. Că ata iaste împrăția, și Putearea, și mărirea în veaci, amini. |

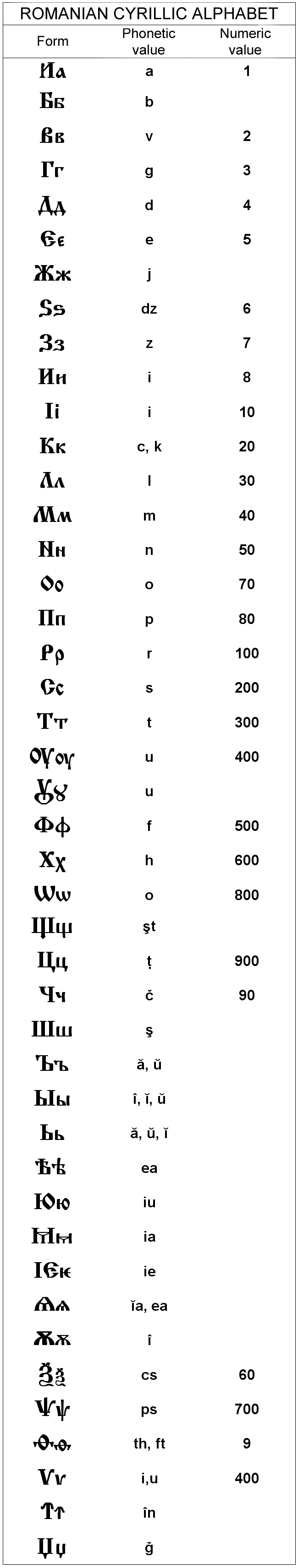
Formatos habituales de letras y equivalentes rumanos
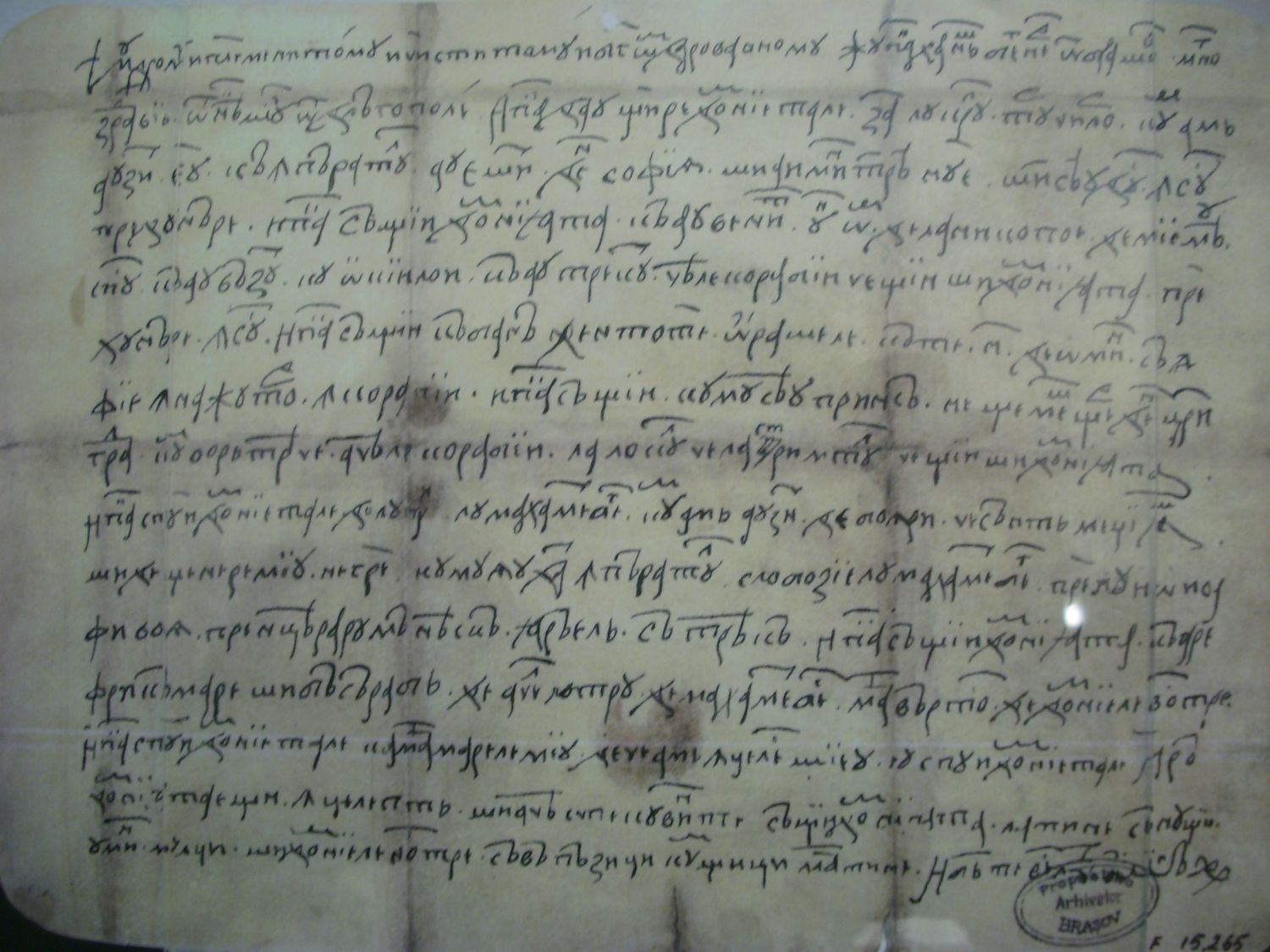
El documento sobreviviente más antiguo en rumano: la carta de Neacșu, de un comerciante de Câmpulung, enviada al alcalde de Brașov (1521)
El padrenuestro, en un documento religioso de 1850
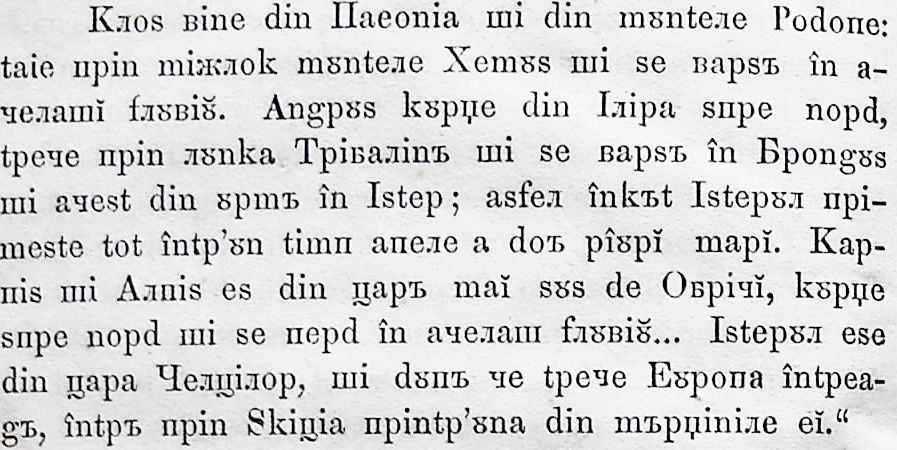
Alfabeto de transición (fragmento de Călătorii pe Dunăre și în de Dimitrie Bolintineanu en Bulgaria, 1858)